# Thomas Pearson
Sir Thomas Cecil Hook Pearson, KCB, CBE, DSO&Bar, DL (* 1. Juli 1914 in Queenstown, Irland; † 15. Dezember 2019) war ein britischer Offizier der British Army, der unter anderem als General zwischen 1972 und 1974 Oberkommandierender der Alliierten Streitkräfte der NATO in Nordeuropa AFNORTH (Allied Forces Northern Europe) war.

## Leben

### Familie, Zweiter Weltkrieg und Nachkriegszeit
Thomas Cecil Hook Pearson stammte aus einer Familie von Offizieren und Seeoffizieren. Er war der Sohn von Vizeadmiral John Lewis Pearson und dessen Ehefrau Phoebe Charlotte Pearson. Sein Großvater war Admiral Hugo Pearson, der Kommandeur der Australia Station sowie Oberkommandierender des Marinekommandos The Nore war. Sein Urgroßvater General Thomas Hooke Pearson nahm zwischen 1845 und 1846 am Ersten Sikh-Krieg teil, während sein Ururgroßvater John Pearson als Generalanwalt in der Präsidentschaft Bengalen tätig war. Er selbst begann nach dem Besuch der traditionsreichen, elitären Charterhouse School eine Offiziersausbildung am Royal Military College Sandhurst. Nach deren Beendung trat er am 30. August 1934 mit seinem Lehrgangskameraden und späteren Generalmajor Douglas Darling als Leutnant (Second Lieutenant) in das Schützenregiment Rifle Brigade (Prince Consort’s Own) ein. Er fand danach zahlreiche Verwendungen als Offizier und kam zwischen 1936 und 1939 im Arabischen Aufstand zum Einsatz. 
Während des Zweiten Weltkrieges wurde ihm 1940 der Distinguished Service Order (DSO) sowie nach der zweiten Schlacht von El Alamein 1943 zusätzlich eine Spange (Bar) zum DSO verliehen. Er war unter anderem Kommandeur (Commanding Officer) des 2. Bataillons der Rifle Brigade (Prince Consort’s Own) und war nach dem Wechsel zu den Luftlandetruppen Kommandeur des 1. Bataillons sowie des 7. Bataillons des Fallschirmjägerregiments (Parachute Regiment) der British Army. Er nahm an den Kämpfen gegen die Aufständischen im Palästinakrieg sowie in British Malaya teil, wo er während des dortigen Ausnahmezustandes (Malayan Emergency) 1953 mit dem Offizierskreuz des Order of the British Empire (OBE) ausgezeichnet wurde.

### Aufstieg zum General
Pearson war als Brigadegeneral (Brigadier) zwischen Dezember 1957 und Februar 1960 Kommandeur der 16. Fallschirmjägerbrigade (16th Parachute Brigade) und wurde als solcher 1959 auch als Commander des Order of the British Empire (CBE) geehrt. Im Anschluss war er von Oktober 1960 bis Oktober 1961 Chef der Britischen Mission bei den Sowjetischen Streitkräfte in Europa. Als Generalmajor (Major-General) löste er im November 1961 Generalmajor Alan Jolly als Kommandierender General (General Officer Commanding) der 1. Panzerdivision (1st Armoured Division) ab und verblieb auf diesem Posten bis November 1963, woraufhin Generalmajor Miles Fitzalan-Howard seine Nachfolge antrat. Danach war er vom 14. Dezember 1963 bis zum 28. Oktober 1966 Chef des Stabes der NATO-Heeresgruppe Nord (Northern Army Group). In dieser Verwendung wurde er 1964 auch Companion des Order of the Bath (CB).
Im Februar 1967 wurde Thomas Pearson als Generalleutnant (Lieutenant-General) Nachfolger von Generalleutnant Michael Carver als Oberkommandierender der Landstreitkräfte im Fernen Osten (General Officer Commanding-in-Chief, Far East Land Forces). Er hatte dieses Amt bis November 1968 inne und wurde im Anschluss von Generalleutnant Peter Mervyn Hunt abgelöst. Am 10. Juni 1967 wurde er zum Knight Commander des Order of the Bath (KCB) geschlagen, so dass er seither den Namenszusatz „Sir“ führte. Nach seiner Rückkehr wurde er im Januar 1969 Nachfolger von Generalleutnant Richard Elton Goodwin als Militärischer Sekretär im Verteidigungsministeriums (Ministry of Defence). Er war damit bis zu seiner Ablösung durch Generalleutnant John Sharp im Februar 1972 verantwortlich für Ernennungen, Beförderungen, Entsendungen und Disziplinarmaßnahmen von hochrangigen Offizieren der britischen Armee.
Zuletzt wurde Pearson zum General befördert und übernahm als Nachfolger von General Walter Walker im Februar 1972 den Posten als Oberkommandierender der Alliierten Streitkräfte der NATO in Nordeuropa AFNORTH (Allied Forces Northern Europe). Er bekleidete diesen bis zu seinem Eintritt in den Ruhestand im September 1974 und wurde daraufhin abermals von General John Sharp abgelöst.